# Eric Shanteau

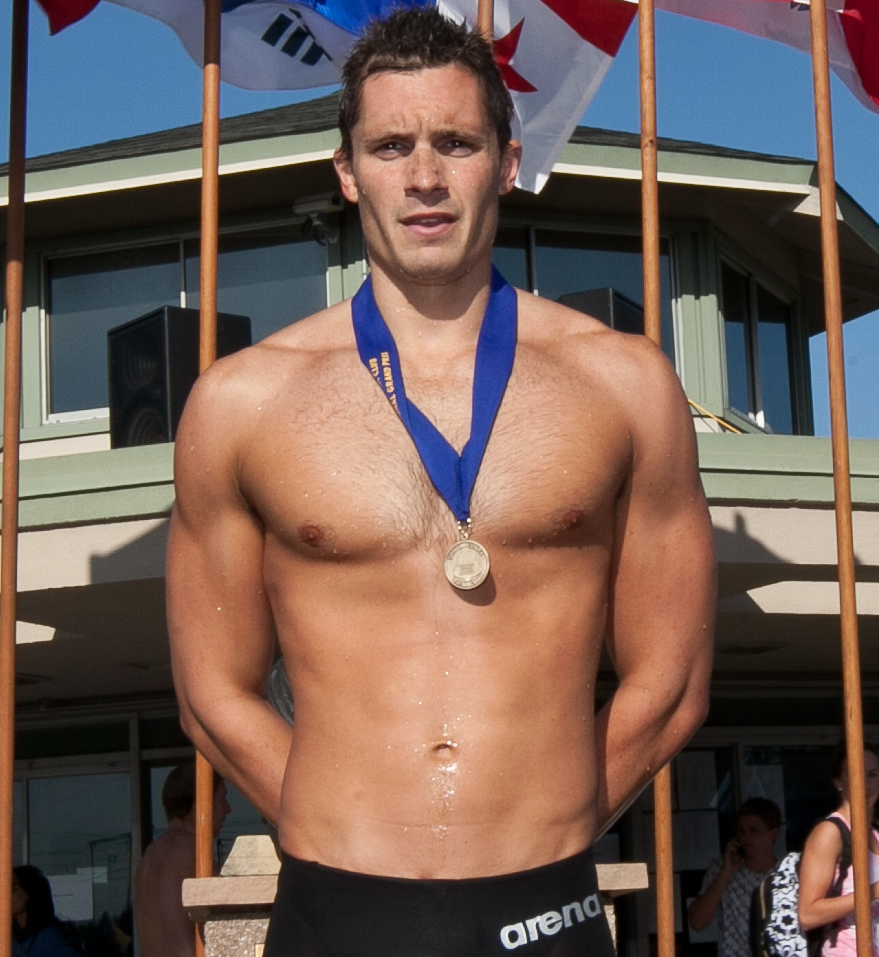
Eric Shanteau 2011 in Santa Clara

Eric Lee Shanteau (* 1. Oktober 1983 in Snellville, Georgia) ist ein ehemaliger Schwimmer aus den Vereinigten Staaten. Er erhielt 2012 eine olympische Goldmedaille. Bei Weltmeisterschaften erschwamm er zweimal Gold, einmal Silber und einmal Bronze auf der 50-Meter-Bahn und einmal Bronze auf der 25-Meter-Bahn.

## Sportliche Karriere
Eric Shanteau besuchte die Parkview High School in Georgia und danach die Auburn University. Nach seiner Graduierung schwamm er für die Schwimmvereine der University of Texas at Austin und der University of Southern California.
Seine internationale Karriere begann bei der Sommer-Universiade 2003 in Daegu. Er wurde hinter dem Japaner Takahiro Mori Zweiter über 400 Meter Lagen. Zwei Jahre später siegte er bei der Sommer-Universiade 2005 in Izmir sowohl über 200 als auch über 400 Meter Lagen. Zwischen den beiden Universiaden war Shanteau auch bei den Kurzbahnweltmeisterschaften 2004 in Indianapolis angetreten. Über 400 Meter Lagen gewann er dort die Bronzemedaille hinter dem Tunesier Oussama Mellouli und dem Briten Robin Francis.
Bei den Weltmeisterschaften 2007 in Melbourne wurde Shanteau Fünfter über 200 Meter Brust, wobei ihm eine halbe Sekunde zum Erreichen der Medaillenränge fehlte. Im Jahr darauf bei den Olympischen Spielen in Peking belegte Shanteau den zehnten Platz im Halbfinale über 200 Meter Brust mit 0,13 Sekunden Rückstand auf den achten Platz, der zum Finaleinzug nötig gewesen wäre. Shanteau befand sich zu dieser Zeit in ärztlicher Behandlung wegen Hodenkrebs. Ab 2009 galt die Krankheit als überwunden.
Bei den Weltmeisterschaften 2009 in Rom wurde Shanteau Vierter über 100 Meter Brust, er schlug 0,03 Sekunden nach dem Südafrikaner Cameron van der Burgh auf dem Bronzerang an. Shanteaus zweiter Wettbewerb in Rom waren die 200 Meter Lagen. Hier siegte sein Landsmann Ryan Lochte vor dem Ungarn László Cseh, 0,12 Sekunden hinter Cseh erkämpfte Shanteau die Bronzemedaille. Besonders knapp war das Ergebnis über 200 Meter Brust. Der Ungar Dániel Gyurta schlug 0,01 Sekunden vor Shanteau an. In der abschließenden 4-mal-100-Meter-Lagenstaffel schwammen im Vorlauf Matt Grevers, Mark Gangloff, Tyler McGill und Nathan Adrian die drittbeste Zeit. Im Finale waren Aaron Peirsol, Eric Shanteau, Michael Phelps und David Walters zweieinhalb Sekunden schneller als die Vorlaufstaffel. Die Staffel siegte in der Weltrekordzeit von 3:27,28 Minuten und hatte im Ziel 1,3 Sekunden Vorsprung vor den Deutschen und den Australiern. Der Weltrekord wurde erst zwölf Jahre später unterboten.
Im Jahr darauf wurde Shanteau bei den Pan Pacific Swimming Championships 2010 in Irvine Sechster über 100 Meter Brust und Dritter über 200 Meter Brust. Bei den Kurzbahnweltmeisterschaften 2010 in Dubai belegte er den achten Platz über 200 Meter Brust. 2011 bei den Weltmeisterschaften in Shanghai wurde Shanteau über 200 Meter Brust Vierter mit 0,22 Sekunden Rückstand auf Bronze. In der Lagenstaffel schwammen im Vorlauf David Plummer, Eric Shanteau, Tyler McGill und Garrett Weber-Gale die schnellste Zeit. Im Finale siegten Nick Thoman, Mark Gangloff, Michael Phelps und Nathan Adrian, wobei die Weltmeisterstaffel im Finale nur 0,36 Sekunden schneller war als die Vorlaufstaffel. Alle acht beteiligten Schwimmer erhielten eine Goldmedaille, wie dies seit 1984 üblich ist.
2012 bei den Olympischen Spielen in London wurde Shanteau im Vorlauf und im Halbfinale über 100 Meter Brust jeweils Elfter. Zum Finaleinzug fehlten ihm 0,18 Sekunden. In der 4-mal-100-Meter-Lagenstaffel erreichten Nick Thoman, Eric Shanteau, Tyler McGill und Cullen Jones als Vorlaufschnellste den Endlauf. Im Finale waren Matt Grevers, Brendan Hansen, Michael Phelps und Nathan Adrian 3,3 Sekunden schneller als die Vorlaufstaffel und siegten mit zwei Sekunden Vorsprung vor den Japanern. Für Eric Shanteau war der Staffelvorlauf das letzte große Rennen seiner Karriere und die Goldmedaille der erfolgreiche Abschluss.